# Giovanni Girolamo Frezza
Giovanni Girolamo Frezza, né en 1659 à Canemorto près de Tivoli (Latium) et mort vers 1741 à Rome, est un peintre et un graveur italien de la fin du XVIIe siècle et début du XVIIIe siècle.

## Biographie
Giovanni Girolamo Frezza était un graveur italien. Il a été formé à la gravure à Rome par Arnold van Westerhout. 

## Œuvres

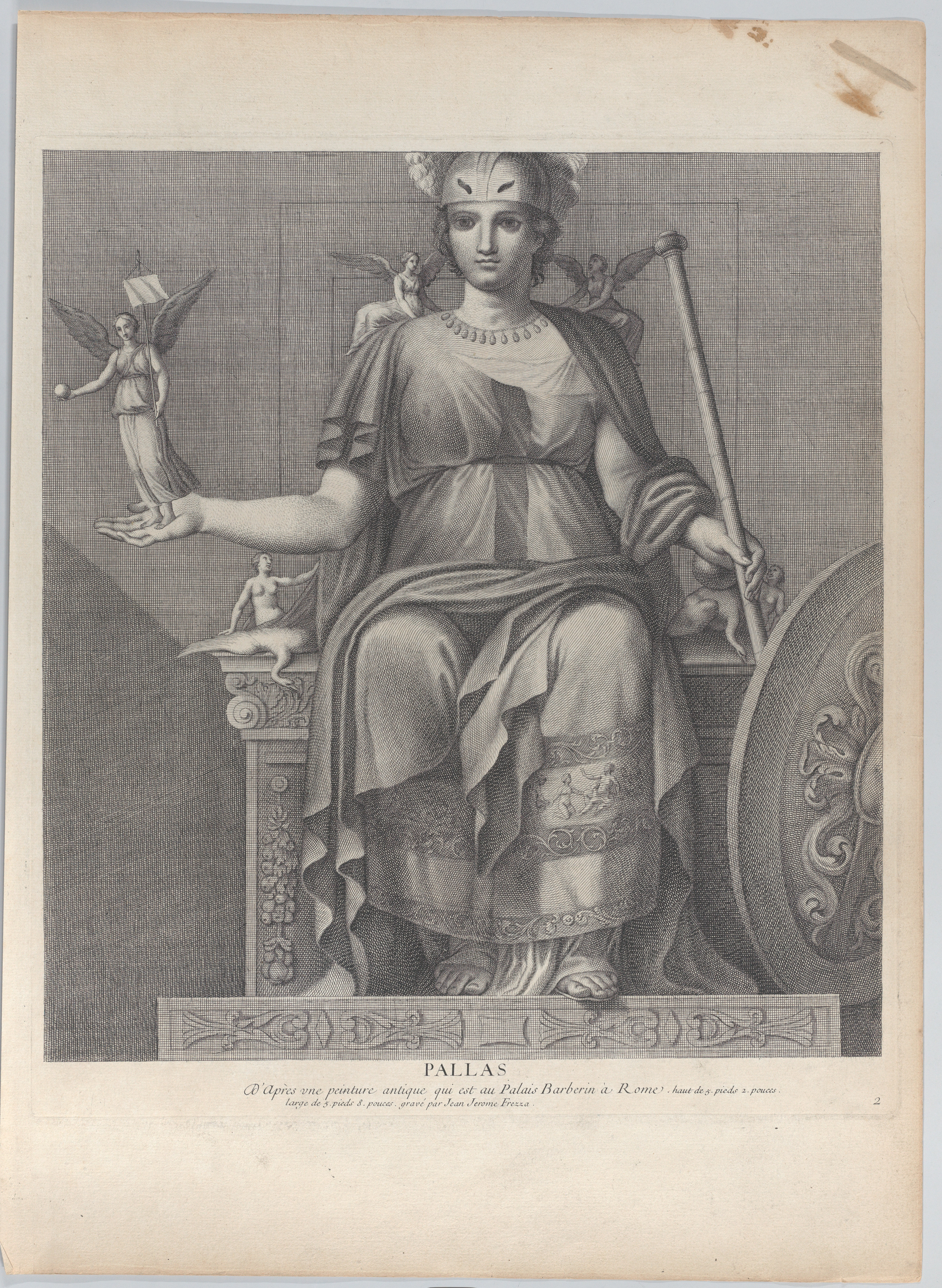
Pallas (1729), eau-forte, MET.

- Fresques de Francesco Albani dans le Palace Verospi.
- Dix-sept médaillons représentant les tableaux de Niccolò Berrettoni de la Basilique Santa Maria in Montesanto à Rome.
- La Vierge allaitant l'enfant, d'après Lodovico Carracci.
- Sainte Famille, Assomption de la Vierge, Les Douze Mois,Le  Jugement de Pâris, d'après Carlo Maratti.
- Le Repos en Égypte appelé la Zingarella, d'après Corrège.
- La Descente du Saint-Esprit, d'après Guido Reni.
- Polyphème sur un rocher suivant Acis et Galatée, d'après les fresques  du plafond du Palais Farnèse par Sisto Badalocchio .
- Vénus couchée, d'après une fresque antique du palais Barberini (Recueil Crozat, t. I, 1, 1729)[1].
- Pallas, d'après une fresque antique du palais Barberini (Recueil Crozat, t. I, 2, 1729)[2].
- Vp Ioseph Anchieta soc Iesv, de la  Biblioteca nacional do Brasil.